# Przybysławice (powiat proszowicki)
Przybysławice – wieś w Polsce położona w województwie małopolskim, w powiecie proszowickim, w gminie Nowe Brzesko.
W latach 1975–1998 miejscowość należała administracyjnie do województwa krakowskiego.